# Budd
| Оценки критиков | Оценки критиков |
| Источник        | Оценка          |
| --------------- | --------------- |
| AllMusic        | [ 1 ]           |
| Rolling Stone   | [ 2 ]           |

Budd (с англ. — «Бадд») — первый релиз Чикагской нойз-рок-группы Rapeman. Первые три песни мини-альбома были записаны вживую. Название альбома ссылается на Бадда Дуайера, политика, который совершил самоубийство во время телевизионной пресс-конференции. Текст заглавного трека содержит отсылки к фразам, звучавшим во время инцидента.
Релиз был переиздан в качестве бонуса к Two Nuns and a Pack Mule, единственному полноформатному альбому группы.
Изначально коллектив планировал использовать студийные версии первых трёх песен, но позже группа решила отдать предпочтение концертным версиям. В настоящее время демоверсии песен доступны в торговых кругах.

## Список композиций
1. «Budd» - 7:29
2. «Superpussy» - 2:12
3. «Log Bass» - 2:23
4. «Dutch Courage» - 2:40

## Участники записи
- Рей Уошам (англ.) — ударные
- Дэвид Уим Симс (англ.) — бас
- Стив Альбини — гитара, вокал